# Wegscheid (Traunstein)

Wegscheid ist ein Gemeindeteil der Großen Kreisstadt Traunstein im oberbayerischen Landkreis Traunstein.
Das Dorf in der Gemarkung Haslach liegt rund eineinviertel Kilometer südwestlich des Zentrums von Traunstein.

## Geschichte

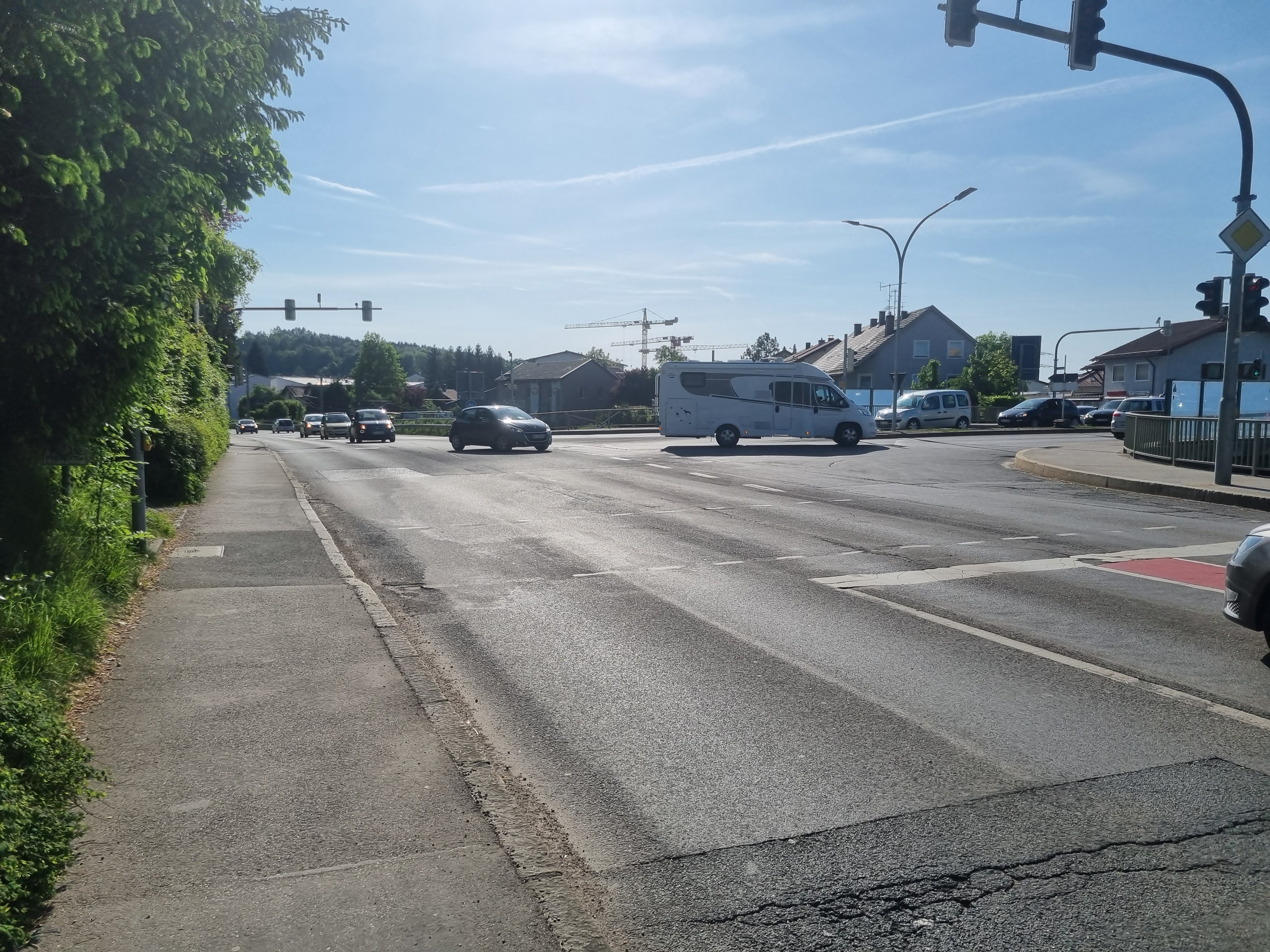
Die Straßenkreuzung in der Wegscheid

Wegscheid entstand ab der Mitte des 19. Jahrhunderts auf dem unbebauten Gebiet zwischen Haslach und der Gemeindegrenze zu Traunstein, welches bis dahin nur Wiesen und Äcker aufwies. Das erste Haus wurde 1856 gebaut. Die erste Erwähnung in den Amtlichen Ortsverzeichnissen für Bayern findet Wegscheid in der Ausgabe von 1888 mit den Volkszählungsdaten von 1885 mit bereits 99 Einwohnern in 11 Wohngebäuden.
Der Name Wegscheid stammt von der Lage des Ortes an der Wegscheide der Straßen nach Rosenheim und Reichenhall, heute die Chiemseestraße (St 2095) und Rupertistraße (St 2105). Zusätzlich wurde das Gebiet ab 1858/60 von der neu gebauten Bahnstrecke München–Salzburg durchschnitten.
Die 1884 gegründete Brauerei Zum Aubräu errichtete ca. 1897 bedingt durch Platzmangel einen Lagerkeller mit Kellerwirtschaft in der Wegscheid. Der Betrieb wurde 1979 eingestellt, das Gebäude 1988 abgebrochen. Der Straßenname Bräugasse erinnert heute noch an die ehemalige Gaststätte.
Gegen Ende des 2. Weltkriegs wurde bei einem Bombenangriff am 18. April 1945 die Wegscheid in Mitleidenschaft gezogen.
Wegscheid wurde im Zuge der Gemeindegebietsreform als Teil der Gemeinde Haslach am 1. Mai 1978 nach Traunstein eingemeindet und ist heute ein wichtiger und stark frequentierter Verkehrsknotenpunkt der Stadt Traunstein. Der Ort ist mittlerweile mit Haslach, Oberhaid und Traunstein zusammengewachsen.
Der Gemeindeteil hatte am 27. Mai 1970 168 Einwohner. In der Ausgabe der Amtlichen Ortsverzeichnisse für Bayern von 1987 gilt Wegscheid bereits als mit Traunstein verbunden.